# Katarina Srebotnik
Katarina Srebotnik (Slovenj Gradec, Jugoszlávia; 1981. március 12. –) szlovén hivatásos teniszezőnő, női párosban egyszeres, vegyes párosban ötszörös Grand Slam-tornagyőztes, párosban világelső, egyéniben junior Grand Slam-tornagyőztes, háromszoros olimpikon.
1995–2022 közötti profi pályafutása során egyéniben négy, párosban 39 WTA-tornát nyert meg, emellett egyéniben hat, párosban 19 ITF-tornán végzett az első helyen.
1998-ban a junior lányok között megnyerte a wimbledoni teniszbajnokságot, és döntős volt a US Openen. 1997-ben egyéniben második, párosban harmadik volt a junior világranglistán.
A felnőtt mezőnyben a Grand Slam-tornákon egyéniben a legjobb eredménye a 4. kör, amelyet 2022-ben és 2008-ban a Roland Garroson, valamint 2008-ban a US Openen ért el. A legjobb egyéni világranglista helyezése egyéniben a 20. hely, amelyre 2006. augusztus 7-én került. Párosban Květa Peschke partnereként megnyerte a 2011-es wimbledoni teniszbajnokságot, ennek köszönhetően 2011 júliusában – Peschkével holtversenyben – világelső lett párosban, és összesen 10 héten keresztül álltak a világranglista élén. Mivel 2011-ben további öt tornát megnyertek még közösen, a WTA az év párosának (Doubles Team of the Year), az ITF pedig az év női párosának választotta meg őket. Győzelme mellett még négy alkalommal jutott be párosban Grand Slam-tornák döntőjébe: 2006-ban a US Openen, 2007-ben a Roland Garroson és  Wimbledonban, 2010-ben pedig szintén a Roland Garroson.
Vegyes párosban még eredményesebb volt, amelyben ötszörös Grand Slam-győztesnek vallhatja magát: 2011-ben az Australian Openen; háromszor a Roland Garroson – 1999-ben, 2006-ban és 2010-ben; és 2003-ban a US Openen győzött, hatszor pedig döntőt játszott: háromszor a Roland Garroson – 2007-ben, 2008-ban és 2011-ben; kétszer a US Openen – 2002-ben és 2005-ben; valamint 2008-ban Wimbledonban.
Szlovénia képviseletében három alkalommal vett részt olimpián: 2000-ben Sydney-ben és 2004-ben Athénban egyéniben és párosban, valamint 2012-ben Athénban párosban.
1997–2012 között 53 alkalommal szerepelt Szlovénia Fed-kupa-válogatottjában.
Bár utolsó profi mérkőzését 2020-ban játszotta, csak 2022 szeptemberében jelentette be visszavonulását.

### Junior Grand Slam döntői

#### Egyéni

##### Győzelmek (1)
| Év   | Bajnokság | Borítás | Ellenfél      | Eredmény    |
| ---- | --------- | ------- | ------------- | ----------- |
| 1998 | Wimbledon | Fű      | Kim Clijsters | 7–6(3), 6–3 |

##### Elveszített döntők (1)
| Év   | Bajnokság | Borítás | Ellenfél     | Eredmény |
| ---- | --------- | ------- | ------------ | -------- |
| 1998 | US Open   | Kemény  | Jelena Dokić | 4–6, 2–6 |

#### Páros

##### Elveszített döntők (1)
| Év   | Bajnokság     | Borítás | Partner       | Ellenfél                     | Eredmény      |
| ---- | ------------- | ------- | ------------- | ---------------------------- | ------------- |
| 1997 | Roland Garros | Salak   | Maja Matevžič | Cara Black Irina Szeljutyina | 0–6, 7–5, 5–7 |

## Grand Slam-döntői

### Páros

#### Győzelmei (1)
| Év   | Helyszín  | Partner       | Ellenfelek a döntőben          | Eredmény a döntőben |
| 2011 | Wimbledon | Květa Peschke | Sabine Lisicki Samantha Stosur | 6–3, 6–1            |

#### Elveszített döntői (4)
| Év   | Helyszín      | Partner         | Ellenfelek a döntőben          | Eredmény a döntőben |
| 2006 | US Open       | Gyinara Szafina | Nathalie Dechy Vera Zvonarjova | 6–7(5), 5–7         |
| 2007 | Roland Garros | Szugijama Ai    | Alicia Molik Mara Santangelo   | 6–7(5), 4–6         |
| 2007 | Wimbledon     | Szugijama Ai    | Cara Black Liezel Huber        | 6–3, 3–6, 2–6       |
| 2010 | Roland Garros | Květa Peschke   | Serena Williams Venus Williams | 2–6, 3–6            |

### Vegyes páros

#### Győzelmei (5)
| Év   | Helyszín        | Partner        | Ellenfelek a döntőben             | Eredmény a döntőben |
| 1999 | Roland Garros   | Piet Norval    | Larisa Neiland Rick Leach         | 6–3, 3–6, 6–3       |
| 2003 | US Open         | Bob Bryan      | Lina Krasznoruckaja Daniel Nestor | 5–7, 7–5, 7–6(5)    |
| 2006 | Roland Garros   | Nenad Zimonjić | Jelena Lihovceva Daniel Nestor    | 6–3, 6–4            |
| 2010 | Roland Garros   | Nenad Zimonjić | Jaroszlava Svedova Julian Knowle  | 4–6, 7–6(5), [11–9] |
| 2011 | Australian Open | Daniel Nestor  | Csan Jung-zsan Paul Hanley        | 6–3, 3–6, [10–7]    |

#### Elveszített döntői (6)
| Év   | Helyszín      | Partner        | Ellenfelek a döntőben            | Eredmény a döntőben |
| 2002 | US Open       | Bob Bryan      | Lisa Raymond Mike Bryan          | 6–7(9), 6–7(1)      |
| 2005 | US Open       | Nenad Zimonjić | Daniela Hantuchová Mahes Bhúpati | 4–6, 2–6            |
| 2007 | Roland Garros | Nenad Zimonjić | Nathalie Dechy Andi Rám          | 5–7, 3–6            |
| 2008 | Roland Garros | Nenad Zimonjić | Viktorija Azaranka Bob Bryan     | 2–6, 6–7(4)         |
| 2008 | Wimbledon     | Mike Bryan     | Samantha Stosur Bob Bryan        | 5–7, 4–6            |
| 2011 | Roland Garros | Nenad Zimonjić | Casey Dellacqua Scott Lipsky     | 6–7(6), 6–4, [7–10] |

## WTA-döntői

### Egyéni

#### Győzelmei (4)
| Összesítés           |                        |
| Grand Slam-torna (0) |                        |
| Tier I (0)           | Premier Mandatory* (0) |
| Tier II (0)          | Premier Five* (0)      |
| Tier III (1)         | Premier* (0)           |
| Tier IV (3)          | International* (0)     |
| Tier V (0)           | Challenger* (0)        |

* 2009-től megváltozott a tornák rendszere. Challenger tornákat 2012-től rendeznek.
 Az egymás mellett azonos színnel jelölt tornatípusok között nincs teljes mértékű megfelelés.
|   | Dátum               | Torna                               | Borítás | Ellenfél a döntőben   | Eredmény a döntőben |
| 1 | 1999. április 11.   | Estoril Open, Estoril               | Salak   | Kuti Kis Rita         | 6–3, 6–1            |
| 2 | 2002. március 2.    | Abierto Mexicano Telcel, Acapulco   | Salak   | Paola Suárez          | 6–7(1), 6–4, 6–2    |
| 3 | 2005. január 8.     | ASB Classic, Auckland               | Kemény  | Aszagoe Sinobu        | 5–7, 7–5, 6–4       |
| 4 | 2005. augusztus 14. | Nordea Nordic Light Open, Stockholm | Kemény  | Anasztaszija Miszkina | 7–5, 6–2            |

#### Elveszített döntői (6)
|   | Dátum                | Torna                                        | Borítás | Ellenfél a döntőben     | Eredmény a döntőben |
| 1 | 2002. február 24.    | Copa Colsanitas, Bogotá                      | Salak   | Fabiola Zuluaga         | 1–6, 4–6            |
| 2 | 2003. július 13.     | Internazionali Femminili di Palermo, Palermo | Salak   | Gyinara Szafina         | 3–6, 4–6            |
| 3 | 2005. szeptember 25. | Banka Koper Slovenia Open, Portorož          | Kemény  | Klára Koukalová         | 2–6, 6–4, 3–6       |
| 4 | 2006. július 23.     | Western & Southern Open, Cincinnati          | Kemény  | Vera Zvonarjova         | 2–6, 4–6            |
| 5 | 2007. szeptember 23. | Banka Koper Slovenia Open, Portorož          | Kemény  | Tatiana Golovin         | 6–2, 4–6, 4–6       |
| 6 | 2008. május 24.      | Internationaux de Strasbourg, Strasbourg     | Salak   | Anabel Medina Garrigues | 6–4, 6–7(4), 0–6    |

### Páros

#### Győzelmei (39)
| Összesítés           |                        |
| Grand Slam-torna (1) |                        |
| Tier I (4)           | Premier Mandatory* (3) |
| Tier II (4)          | Premier Five* (2)      |
| Tier III (4)         | Premier* (10)          |
| Tier IV (8)          | International* (3)     |
| Tier V (0)           | Challenger* (0)        |
| WTA Finals (0)       |                        |

* 2009-től megváltozott a tornák rendszere.
 Az egymás mellett azonos színnel jelölt tornatípusok között nincs teljes mértékű megfelelés.
|     | Dátum                | Torna                                             | Borítás    | Partner             | Ellenfelek a döntőben                      | Eredmény a döntőben |
| 1.  | 1998. április 19.    | Makarska International Championships, Makarska    | Salak      | Tina Križan         | Jevgenyija Kulikovszkaja Karin Kschwendt   | 7–6(3), 6–1         |
| 2.  | 1999. május 16.      | Flanders Women’s Open, Antwerpen                  | Salak      | Laura Golarsa       | Louise Pleming Meghann Shaughnessy         | 6–4, 6–2            |
| 3.  | 1999. július 18.     | Internazionali Femminili di Palermo, Palermo      | Salak      | Tina Križan         | Giulia Casoni Maria Paola Zavagli          | 4–6, 6–3, 6–0       |
| 4.  | 2000. április 16.    | Estoril Open, Estoril                             | Salak      | Tina Križan         | Amanda Hopmans Cristina Torrens Valero     | 6–0, 7–6(9)         |
| 5.  | 2001. szeptember 16. | Big Island Championships, Waikoloa                | Salak      | Tina Križan         | Els Callens Nicole Pratt                   | 6–2, 6–3            |
| 6.  | 2003. február 23.    | Copa Colsanitas, Bogotá                           | Salak      | Åsa Svensson        | Tina Križan Tetyana Perebijnyisz           | 6–2, 6–1            |
| 7.  | 2004. október 10.    | AIG Japan Open Tennis Championships, Tokió        | Kemény     | Aszagoe Sinobu      | Jennifer Hopkins Mashona Washington        | 6–1, 6–4            |
| 8.  | 2005. január 8.      | ASB Classic, Auckland                             | Kemény     | Aszagoe Sinobu      | Leanne Baker Francesca Lubiani             | 6–3, 6–3            |
| 9.  | 2005. augusztus 14.  | Nordea Nordic Light Open, Stockholm               | Kemény     | Émilie Loit         | Eva Birnerová Mara Santangelo              | 6–4, 6–3            |
| 10. | 2005. július 31.     | Tippmix Budapest Grand Prix, Budapest             | Salak      | Émilie Loit         | Lourdes Domínguez Lino Marta Marrero       | 6–1, 3–6, 6–2       |
| 11. | 2005. október 30.    | Gaz de France Stars, Hasselt                      | Kemény (f) | Émilie Loit         | Michaëlla Krajicek Szávay Ágnes            | 6–3, 6–4            |
| 12. | 2006. február 19.    | Proximus Diamond Game, Antwerpen                  | Kemény (f) | Gyinara Szafina     | Stéphanie Foretz Michaëlla Krajicek        | 6–1, 6–1            |
| 13. | 2006. április 9.     | Bausch & Lomb Championships, Amelia Island        | Zöld salak | Aszagoe Sinobu      | Liezel Huber Szánija Mirza                 | 6–2, 6–4            |
| 14. | 2007. január 6.      | Mondial Australian Women’s Hardcourts, Gold Coast | Kemény     | Gyinara Szafina     | Iveta Benešová Galina Voszkobojeva         | 6–3, 6–4            |
| 15. | 2007. április 8.     | Bausch & Lomb Championships, Amelia Island        | Salak      | Mara Santangelo     | A. Medina Garrigues V. Ruano Pascual       | 6–3, 7–6(4)         |
| 16. | 2007. augusztus 19.  | Rogers Cup, Toronto                               | Kemény     | Szugijama Ai        | Cara Black Liezel Huber                    | 6–4, 2–6, [10–5]    |
| 17. | 2008. április 6.     | Sony Ericsson Open, Miami                         | Kemény     | Szugijama Ai        | Cara Black Liezel Huber                    | 7–5, 4–6, [10–3]    |
| 18. | 2008. április 15.    | Family Circle Cup, Charleston                     | Zöld salak | Szugijama Ai        | Gallovits Edina Volha Havarcova            | 6–2, 6–2            |
| 19. | 2008. október 12.    | Kremlin Cup, Moszkva                              | Kemény (f) | Nagyja Petrova      | Cara Black Liezel Huber                    | 6–4, 6–4            |
| 20. | 2008. október 26.    | Generali Ladies Linz, Linz                        | Kemény (f) | Szugijama Ai        | Cara Black Liezel Huber                    | 6–4, 7–5            |
| 21. | 2009. október 18.    | Generali Ladies Linz, Linz                        | Kemény (f) | Anna-Lena Grönefeld | Klaudia Jans Alicja Rosolska               | 6–1, 6–4            |
| 22. | 2010. március 20.    | BNP Paribas Open, Indian Wells                    | Kemény     | Květa Peschke       | Nagyja Petrova Samantha Stosur             | 6–4, 2–6, [10–5]    |
| 23. | 2010. augusztus 28.  | Pilot Pen Tennis, New Haven                       | Kemény     | Květa Peschke       | Bethanie Mattek-Sands Meghann Shaughnessy  | 7–5, 6–0            |
| 24. | 2011. január 8.      | ASB Classic, Auckland                             | Kemény     | Květa Peschke       | Sofia Arvidsson Marina Eraković            | 6–3, 6–0            |
| 25. | 2011. február 26.    | Qatar Ladies Open, Doha                           | Kemény     | Květa Peschke       | Liezel Huber Nagyja Petrova                | 7–5, 6–7(2), [10–8] |
| 26. | 2011. június 18.     | AEGON International, Eastbourne                   | Fű         | Květa Peschke       | Liezel Huber Lisa Raymond                  | 6–3, 6–0            |
| 27. | 2011. július 2.      | Wimbledon, London                                 | Fű         | Květa Peschke       | Sabine Lisicki Samantha Stosur             | 6–3, 6–1            |
| 28. | 2011. augusztus 7.   | Mercury Insurance Open, Carlsbad                  | Kemény     | Květa Peschke       | Raquel Kops-Jones Abigail Spears           | 6–0, 6–2            |
| 29. | 2011. október 9.     | China Open, Peking                                | Kemény     | Květa Peschke       | Gisela Dulko Flavia Pennetta               | 6–3, 6–4            |
| 30. | 2012. január 13.     | Apia International Sydney, Sydney                 | Kemény     | Květa Peschke       | Liezel Huber Lisa Raymond                  | 6–1, 4–6, [13–11]   |
| 31. | 2013. január 11.     | Apia International Sydney, Sydney                 | Kemény     | Nagyja Petrova      | Sara Errani Roberta Vinci                  | 6–3, 6–4            |
| 32. | 2013. március 31.    | Sony Open Tennis, Miami                           | Kemény     | Nagyja Petrova      | Lisa Raymond Laura Robson                  | 6–1, 7–6(2)         |
| 33. | 2013. június 22.     | AEGON International, Eastbourne                   | Fű         | Nagyja Petrova      | Monica Niculescu Klára Zakopalová          | 6–3, 6–3            |
| 34. | 2013. augusztus 11.  | Rogers Cup, Toronto                               | Kemény     | Jelena Janković     | Anna-Lena Grönefeld Květa Peschke          | 5–7, 6–2, [10–6]    |
| 35. | 2014. május 18.      | Internazionali BNL d'Italia, Róma                 | Salak      | Květa Peschke       | Sara Errani Roberta Vinci                  | 4-0 feladta         |
| 36. | 2015. június 27.     | AEGON International, Eastbourne                   | Fű         | Caroline Garcia     | Csan Jung-zsan Cseng Csie                  | 7–6(5), 6–2         |
| 37. | 2017. február 18.    | Qatar Total Open, Doha                            | Kemény     | Abigail Spears      | Olha Szavcsuk Jaroszlava Svedova           | 6-3, 7-6(7)         |
| 38. | 2018. április 8.     | Volvo Car Open, Charleston                        | Kemény     | Alla Kudrjavceva    | Andreja Klepač María José Martínez Sánchez | 6-3, 6-3            |
| 39. | 2018. május 26.      | Nürnberger Versicherungscup, Nürnberg             | Salak      | Demi Schuurs        | Kirsten Flipkens Johanna Larsson           | 3–6, 6–3, [10–7]    |

#### Elveszített döntői (42)
|     | Dátum                | Torna                                                   | Borítás     | Partner                 | Ellenfelek a döntőben                      | Eredmény a döntőben | Eredmény a döntőben |
| 1.  | 1998. július 12.     | Piberstein Styria Open, Maria Lankowitz                 | Salak       | Tina Križan             | Laura Montalvo Paola Suárez                | 1–6, 2–6            |                     |
| 2.  | 1999. szeptember 26. | SEAT Open, Luxembourg                                   | Szőnyeg (f) | Tina Križan             | Irina Spîrlea Caroline Vis                 | 1–6, 2–6            |                     |
| 3.  | 2000. május 7.       | Croatian Bol Ladies Open, Bol                           | Salak       | Tina Križan             | Julie Halard-Decugis Corina Morariu        | 2–6, 2–6            |                     |
| 4.  | 2000. október 15.    | Japan Open Tennis, Tokió                                | Kemény      | Tina Križan             | Julie Halard-Decugis Corina Morariu        | 1–6, 2–6            |                     |
| 5.  | 2000. november 19.   | Volvo Women’s Open, Pattaja                             | Kemény      | Tina Križan             | Yayuk Basuki Caroline Vis                  | 3–6, 3–6            |                     |
| 6.  | 2001. április 15.    | Estoril Open, Estoril                                   | Salak       | Tina Križan             | Květa Hrdličková Barbara Rittner           | 6–3, 5–7, 1–6       |                     |
| 7.  | 2001. augusztus 19.  | Rogers Cup, Toronto                                     | Kemény      | Tina Križan             | Kimberly Po Nicole Pratt                   | 3–6, 1–6            |                     |
| 8.  | 2002. február 24.    | Copa Colsanitas, Bogotá                                 | Salak       | Tina Križan             | V. Ruano Pascual Paola Suárez              | 2–6, 1–6            |                     |
| 9.  | 2002. március 2.     | Abierto Mexicano Telcel, Acapulco                       | Salak       | Tina Križan             | V. Ruano Pascual Paola Suárez              | 5–7, 1–6            |                     |
| 10. | 2004. április 11.    | Grand Prix de SAR La Princesse Lalla Meryem, Casablanca | Salak       | Els Callens             | Marion Bartoli Émilie Loit                 | 4–6, 2–6            |                     |
| 11. | 2004. május 22.      | Internationaux de Strasbourg, Strasbourg                | Kemény (f)  | Tina Križan             | Lisa McShea Milagros Sequera               | 4–6, 1–6            |                     |
| 12. | 2005. szeptember 25. | Banka Koper Slovenia Open, Portorož                     | Kemény      | Jelena Kostanić         | A. Medina Garrigues Roberta Vinci          | 4–6, 7–5, 2–6       |                     |
| 13. | 2006. május 7.       | J&S Cup, Varsó                                          | Salak       | A. Medina Garrigues     | Jelena Lihovceva Anasztaszija Miszkina     | 3–6, 4–6            |                     |
| 14. | 2006. szeptember 10. | US Open, New York                                       | Kemény      | Gyinara Szafina         | Nathalie Dechy Vera Zvonarjova             | 6–7(5), 5–7         |                     |
| 15. | 2006. október 22.    | Zürich Open, Zürich                                     | Kemény (f)  | Liezel Huber            | Cara Black Rennae Stubbs                   | 5–7, 5–7            |                     |
| 16. | 2006. október 26.    | Generali Ladies Linz, Linz                              | Kemény (f)  | Corina Morariu          | Lisa Raymond Samantha Stosur               | 3–6, 0–6            |                     |
| 17. | 2007. június 9.      | Roland Garros, Párizs                                   | Salak       | Szugijama Ai            | Alicia Molik Mara Santangelo               | 6–7(5), 4–6         |                     |
| 18. | 2007. július 8.      | Wimbledon, London                                       | Fű          | Szugijama Ai            | Cara Black Liezel Huber                    | 6–3, 3–6, 2–6       |                     |
| 19. | 2007. október 28.    | Generali Ladies Linz, Linz                              | Kemény (f)  | Szugijama Ai            | Cara Black Liezel Huber                    | 2–6, 6–3, [8–10]    |                     |
| 20. | 2007. november 11.   | WTA Tour Championships, Madrid                          | Kemény (f)  | Szugijama Ai            | Cara Black Liezel Huber                    | 7–5, 3–6, [8–10]    |                     |
| 21. | 2010. február 20.    | Dubai Duty Free Tennis Championships, Dubaj             | Kemény      | Květa Peschke           | N. Llagostera Vives M. J. Martínez Sánchez | 6–7(5), 4–6         |                     |
| 22. | 2010. május 2.       | Porsche Tennis Grand Prix, Stuttgart                    | Salak (f)   | Květa Peschke           | Gisela Dulko Flavia Pennetta               | 6–3, 6–7(3), [5–10] |                     |
| 23. | 2010. június 4.      | Roland Garros, Párizs                                   | Salak       | Květa Peschke           | Serena Williams Venus Williams             | 2–6, 3–6            |                     |
| 24. | 2010. június 19.     | AEGON International, Eastbourne                         | Fű          | Květa Peschke           | Lisa Raymond Rennae Stubbs                 | 2–6, 6–2, [11–13]   |                     |
| 25. | 2010. augusztus 22.  | Rogers Cup, Montréal                                    | Kemény      | Květa Peschke           | Gisela Dulko Flavia Pennetta               | 5–7, 6–3, [10–12]   |                     |
| 26. | 2010. október 17.    | Generali Ladies Linz, Linz                              | Kemény (f)  | Květa Peschke           | Renata Voráčová B. Záhlavová-Strýcová      | 5–7, 6–7(6)         |                     |
| 27. | 2010. október 31.    | WTA Tour Championships, Doha                            | Kemény      | Květa Peschke           | Gisela Dulko Flavia Pennetta               | 5–7, 4–6            |                     |
| 28. | 2011. január 14.     | Medibank International, Sydney                          | Kemény      | Květa Peschke           | Iveta Benešová B. Záhlavová-Strýcová       | 6–4, 4–6, [7–10]    |                     |
| 29. | 2011. február 20.    | Dubai Duty Free Tennis Championships, Dubaj             | Kemény      | Květa Peschke           | Liezel Huber M. J. Martínez Sánchez        | 6–7(5), 3–6         |                     |
| 30. | 2011. május 7.       | Mutua Madrid Open, Madrid                               | Salak       | Květa Peschke           | Viktorija Azaranka Marija Kirilenko        | 4–6, 3–6            |                     |
| 31. | 2011. október 30.    | WTA Tour Championships, Isztambul                       | Kemény      | Květa Peschke           | Liezel Huber Lisa Raymond                  | 4–6, 4–6            |                     |
| 32. | 2012. augusztus 12.  | Rogers Cup, Montréal                                    | Kemény      | Nagyja Petrova          | Klaudia Jans-Ignacik Kristina Mladenovic   | 5–7, 6–2, [7–10]    | (részletek)         |
| 33. | 2012. augusztus 19.  | Western & Southern Open, Mason                          | Kemény      | Cseng Csie              | Andrea Hlaváčková Lucie Hradecká           | 1–6, 3–6            | (részletek)         |
| 34. | 2013. február 17.    | Qatar Total Open, Doha                                  | Kemény      | Nagyja Petrova          | Sara Errani Roberta Vinci                  | 6–2, 3–6, [6–10]    |                     |
| 35. | 2013. február 23.    | Dubai Duty Free Tennis Championships, Dubaj             | Kemény      | Nagyja Petrova          | Bethanie Mattek-Sands Szánija Mirza        | 4–6, 6–2, [7–10]    |                     |
| 36. | 2013. augusztus 24.  | New Haven Open, New Haven                               | Kemény      | Anabel Medina Garrigues | Szánija Mirza Cseng Csie                   | 3-6, 4-6            |                     |
| 37. | 2014. február 16.    | Qatar Total Open, Doha                                  | Kemény      | Květa Peschke           | Hszie Su-vej Peng Suaj                     | 4-6, 0-6            |                     |
| 38. | 2015. január 10.     | Brisbane International, Brisbane                        | Kemény      | Caroline Garcia         | Martina Hingis Sabine Lisicki              | 2–6, 5–7            |                     |
| 39. | 2015. április 26.    | Porsche Tennis Grand Prix, Stuttgart                    | Salak       | Caroline Garcia         | Bethanie Mattek-Sands Lucie Šafářová       | 4–6, 3–6            |                     |
| 40. | 2015. augusztus 16.  | Rogers Cup, Toronto                                     | Kemény      | Caroline Garcia         | Bethanie Mattek-Sands Lucie Šafářová       | 1–6, 2–6            |                     |
| 41. | 2017. április 30.    | Porsche Tennis Grand Prix, Stuttgart                    | Salak (f)   | Abigail Spears          | Raquel Atawo Jeļena Ostapenko              | 4–6, 4–6            |                     |
| 42. | 2018. február 4.     | St. Petersburg Ladies Trophy, Szentpétervár             | Kemény (f)  | Alla Kudrjavceva        | Bacsinszky Tímea Vera Zvonarjova           | 6–2, 1–6, [3–10]    |                     |

## Eredményei Grand Slam-tornákon

### Egyéniben
2010 után egyéniben nem indult Grand Sam-tornán.
| Grand Slam | Australian Open | Australian Open  | Roland Garros | Roland Garros     | Wimbledon      | Wimbledon          | US Open  | US Open             |
| Év         | Eredmény        | Utolsó ellenfél  | Eredmény      | Utolsó ellenfél   | Eredmény       | Utolsó ellenfél    | Eredmény | Utolsó ellenfél     |
| 1999       | –               | –                | 2. kör        | A Sánchez Vicario | 1. kör         | Sarah Pitkowski    | 1. kör   | A Dechaume-Balleret |
| 2000       | 1. kör          | Jana Nejedly     | 2. kör        | Giulia Casoni     | 1. kör         | Patricia Wartusch  | 1. kör   | V Ruano Pascual     |
| 2001       | Selejtező (Q3)  | Selejtező (Q3)   | 2. kör        | Serena Williams   | Selejtező (Q1) | Selejtező (Q1)     | 2. kör   | Nathalie Tauziat    |
| 2002       | 2. kör          | Amélie Mauresmo  | 4. kör        | Jelena Dokić      | 1. kör         | Lisa Raymond       | 2. kör   | Iva Majoli          |
| 2003       | 3. kör          | J Henin-Hardenne | 2. kör        | Marissa Irvin     | 2. kör         | Venus Williams     | 2. kör   | Tina Pisnik         |
| 2004       | 1. kör          | V Ruano Pascual  | 3. kör        | Fabiola Zuluaga   | 2. kör         | Denisa Chládková   | 2. kör   | S Farina Elia       |
| 2005       | 1. kör          | Elena Baltacha   | 1. kör        | Lindsay Davenport | 3. kör         | M Sarapova         | 2. kör   | Mary Pierce         |
| 2006       | 2. kör          | Mara Santangelo  | 3. kör        | Gyinara Szafina   | 3. kör         | Daniela Hantuchová | 3. kör   | Lindsay Davenport   |
| 2007       | 3. kör          | Nicole Vaidišová | 3. kör        | Sahar Peér        | 3. kör         | Daniela Hantuchová | 2. kör   | M Kirilenko         |
| 2008       | 3. kör          | Ana Ivanović     | 4. kör        | Patty Schnyder    | 1. kör         | Julia Görges       | 4. kör   | Patty Schnyder      |
| 2009       | –               | –                | –             | –                 | –              | –                  | 1. kör   | Nagyja Petrova      |
| 2010       | –               | –                | 1. kör        | K Zakopalová      | –              | –                  | –        | –                   |

### Párosban
| Grand Slam | Australian Open          | Australian Open                        | Roland Garros              | Roland Garros                         | Wimbledon                  | Wimbledon                           | US Open                     | US Open                            |
| Év         | Eredmény Partner         | Utolsó ellenfél                        | Eredmény Partner           | Utolsó ellenfél                       | Eredmény Partner           | Utolsó ellenfél                     | Eredmény Partner            | Utolsó ellenfél                    |
| 1998       | –                        | –                                      | 2. kör Tina Križan         | Lindsay Davenport N Zverava           | 2. kör Tina Križan         | Martina Hingis Jana Novotná         | 1. kör Tina Križan          | Erika de Lone Nicole Pratt         |
| 1999       | –                        | –                                      | 3. kör Liezel Horn         | Martina Hingis Anna Kurnyikova        | Elődöntő Liezel Horn       | Lindsay Davenport Corina Morariu    | 2. kör Tina Križan          | Alexandra Fusai Nathalie Tauziat   |
| 2000       | 1. kör Tina Križan       | Tathiana Garbin Marosi Katalin         | 2. kör Tina Križan         | Mariaan de Swardt Martina Navratilova | 1. kör Tina Križan         | Annabel Ellwood Alicia Molik        | 2. kör Debbie Graham        | Anke Huber Barbara Schett          |
| 2001       | 2. kör Yvette Basting    | Shinogu Asagoe Yuka Yoshida            | 1. kör Tina Križan         | Janet Lee Wynne Prakusya              | 2. kör Tina Križan         | Janette Husárová Daniela Hantuchová | Negyeddöntő Tina Križan     | Cara Black Jelena Lihovceva        |
| 2002       | Negyeddöntő Tina Križan  | Daniela Hantuchová A Sánchez Vicario   | 1. kör Tina Križan         | Shinobu Asagoe Trudi Musgrave         | Negyeddöntő Tina Križan    | Serena Williams Venus Williams      | 1. kör Tina Križan          | Kristie Boogert Miriam Oremans     |
| 2003       | 1. kör Tina Križan       | Rachel McQuillan Meilen Tu             | 2. kör Tina Križan         | Iva Majoli Iroda Tulyaganova          | 2. kör Tina Križan         | Shinobu Asagoe Nana Miyagi          | 3. kör Tina Križan          | Cara Black Jelena Lihovceva        |
| 2004       | 3. kör Tina Križan       | Sz Kuznyecova Jelena Lihovceva         | 2. kör Tina Križan         | Shinobu Asagoe Fudzsivara Rika        | 1. kör Eléni Danjilídu     | Jennifer Russell Mara Santangelo    | 2. kör Eléni Danjilídu      | Janette Husárová Conchita Martínez |
| 2005       | 3. kör Shinobu Asagoe    | Daniela Hantuchová Martina Navratilova | Negyeddöntő Shinobu Asagoe | Nagyja Petrova Meghann Shaughnessy    | 3. kör Shinobu Asagoe      | A-L Grönefeld Martina Navratilova   | 3. kör Shinobu Asagoe       | Lisa Raymond Samantha Stosur       |
| 2006       | Elődöntő Shinobu Asagoe  | Jen Ce Cseng Csie                      | 1. kör Shinobu Asagoe      | E Gagliardi Mara Santangelo           | 1. kör Shinobu Asagoe      | E Gagliardi Mara Santangelo         | Döntő Gy Szafina            | Nathalie Dechy V Zvonarjova        |
| 2007       | 3. kör Gy Szafina        | Csan Jung-zsan Csuang Csia-zsung       | Döntő Szugijama Ai         | Alicia Molik Mara Santangelo          | Döntő Szugijama Ai         | Cara Black Liezel Huber             | Negyeddöntő Szugijama Ai    | Nathalie Dechy Gy Szafina          |
| 2008       | 2. kör Szugijama Ai      | Serena Williams Venus Williams         | 2. kör Szugijama Ai        | Ashley Harkleroad G Voszkobojeva      | 2. kör Szugijama Ai        | R Kops Jones Abigail Spears         | Elődöntő Szugijama Ai       | Lisa Raymond Samantha Stosur       |
| 2009       | –                        | –                                      | –                          | –                                     | –                          | –                                   | 2. kör Csan Jung-zsan       | Serena Williams Venus Williams     |
| 2010       | –                        | –                                      | Döntő Květa Peschke        | Serena Williams Venus Williams        | Negyeddöntő Květa Peschke  | Vania King J Svedova                | 3. kör Květa Peschke        | B Mattek-Sands M Shaughnessy       |
| 2011       | Elődöntő Květa Peschke   | V Azaranka M Kirilenko                 | Negyeddöntő Květa Peschke  | Andrea Hlaváčková Lucie Hradecká      | Győzelem Květa Peschke     | Sabine Lisicki Samantha Stosur      | Negyeddöntő Květa Peschke   | M Kirilenko Nagyja Petrova         |
| 2012       | 2. kör Květa Peschke     | A Kudrjavceva J Makarova               | Negyeddöntő Květa Peschke  | Andrea Hlaváčková Lucie Hradecká      | 2. kör Květa Peschke       | Flavia Pennetta F Schiavone         | 1. kör Cseng Csie           | Eva Birnerová Romina Oprandi       |
| 2013       | 3. kör Nagyja Petrova    | Serena Williams Venus Williams         | Elődöntő Nagyja Petrova    | Sara Errani Roberta Vinci             | Negyeddöntő Nagyja Petrova | A-L Grönefeld Květa Peschke         | Negyeddöntő Nagyja Petrova  | Andrea Hlaváčková Lucie Hradecká   |
| 2014       | Elődöntő Květa Peschke   | Sara Errani Roberta Vinci              | Negyeddöntő Květa Peschke  | Garbiñe Muguruza C Suárez Navarro     | 1. kör Květa Peschke       | Andrea Petković M Rybáriková        | Negyeddöntő Květa Peschke   | Martina Hingis Flavia Pennetta     |
| 2015       | 3. kör Caroline Garcia   | B Mattek-Sands Lucie Šafářová          | 3. kör Caroline Garcia     | Casey Dellacqua J Svedova             | 2. kör Caroline Garcia     | A-L Grönefeld Coco Vandeweghe       | Negyeddöntő Caroline Garcia | A-L Grönefeld Coco Vandeweghe      |
| 2016       | 2. kör Babos Tímea       | Hszie Su-vej O Kalasnikova             | 3. kör Andreja Klepač      | Andrea Hlaváčková Lucie Hradecká      | 1. kör Andreja Klepač      | Serena Williams Venus Williams      | Negyeddöntő Andreja Klepač  | J Makarova J Vesznyina             |
| 2017       | 3. kör Cseng Szaj-szaj   | Caroline Garcia Kristina Mladenovic    | 2. kör Abigail Spears      | I-C Begu Cseng Szaj-szaj              | 1. kör Abigail Spears      | B Haddad Maia Ana Konjuh            | 1. kör Abigail Spears       | Kayla Day Caroline Dolehide        |
| 2018       | 3. kör Csan Hao-csing    | Latisha Chan A Sestini Hlaváčková      | Negyeddöntő L Arruabarrena | A Sestini Hlaváčková Barbora Strýcová | 3. kör Vania King          | Gabriela Dabrowski Hszü Ji-fan      | 1. kör Vania King           | Nina Stojanović Stollár Fanny      |
| 2019       | Negyeddöntő Raquel Atawo | Babos Tímea Kristina Mladenovic        | 2. kör Raquel Atawo        | Desirae Krawczyk Jessica Pegula       | 1. kör Darija Jurak        | Katerina Kozlova Arina Rodionova    | 1. kör Lidzija Marozava     | Gabriela Dabrowski Hszü Ji-fan     |
| 2020       | 1. kör Monique Adamczak  | G García Pérez S Sorribes Tormo        | 1. kör A-L Friedsam        | Jennifer Brady Caroline Dolehide      | elmaradt                   | elmaradt                            | –                           | –                                  |

## Év végi világranglista-helyezései
| Év     | 1995  | 1996 | 1997 | 1998 | 1999 | 2000 | 2001 | 2002 | 2003 | 2004 | 2005 | 2006 | 2007 | 2008 | 2009 | 2010 | 2011 | 2012 | 2013 | 2014 | 2015 | 2016 | 2017 | 2018 | 2019 | 2020 |
| Egyéni | 1029. | 530. | 308. | 370. | 63.  | 119. | 98.  | 36.  | 39.  | 87.  | 28.  | 23.  | 27.  | 20.  | 424. | 316. | –    | –    | –    | –    | –    | –    | –    | –    | –    | –    |
| Páros  | –     | 453. | 200. | 77.  | 26.  | 33.  | 20.  | 30.  | 38.  | 49.  | 25.  | 7.   | 4.   | 4.   | 123. | 6.   | 2.   | 16.  | 6.   | 10.  | 14.  | 27.  | 35.  | 22.  | 58.  | 88.  |